# Hacıilyas, Koyulhisar
Hacıilyas là một xã thuộc huyện Koyulhisar, tỉnh Sivas, Thổ Nhĩ Kỳ. Dân số thời điểm năm 2011 là 31 người.